# Кулігинське сільське поселення
Кулі́гинське сі́льське поселе́ння — муніципальне утворення в складі Кезького району Удмуртії, Росія. Адміністративний центр — село Куліга.
Населення — 877 осіб (2018; 998 у 2015, 1101 в 2012, 1176 в 2010, 1493 у 2002).
До 2006 року існувала Кулігинська сільська рада.

## Склад
До складу поселення входять такі населені пункти:
| Населений пункт      | Населення, осіб (2002) | Населення, осіб (2010) | Населення, осіб (2012) |
| -------------------- | ---------------------- | ---------------------- | ---------------------- |
| Бузмаки, присілок    | 66                     | 49                     | 46                     |
| Гиявир, присілок     | 67                     | 42                     | 36                     |
| Доронята, присілок   | 97                     | 66                     | 62                     |
| Желонка, присілок    | 35                     | 31                     | 29                     |
| Жерноково, присілок  | 46                     | 46                     | 44                     |
| Зінковський, починок | 25                     | 17                     | 15                     |
| Куліга, село         | 1108                   | 897                    | 843                    |
| Левино, присілок     | 23                     | 19                     | 18                     |
| Орішата, присілок    | 15                     | 4                      | 4                      |
| Юклята, присілок     | 11                     | 5                      | 4                      |

## Господарство
В поселенні діють школа (Куліга), садочок (№ 14), бібліотека (Куліга), клуб (Куліга), 2 дільнича лікарня (Куліга), Кулігинський музей. Серед промислових підприємств працюють хлібопекарня, Кулігинське лісництво, СПК «Куліга».